# Everton Ramos da Silva
Everton Ramos da Silva (São Paulo, 8 de junio de 1983) es un futbolista brasileño que juega en el Futebol Clube Pedras Rubras de la Liga Regional de Oporto de Portugal.

## Carrera

### Barueri
Everton antes de unirse a la plantilla del Heracles comenzó jugando en las divisiones inferiores del Barueri. En la temporada 2004-05 marcó 36 goles, mientras que en la siguiente anotó 17 goles con los que ayudó a su club a ascender a la primera división del Campeonato Paulista. En vez de irse a algún club grande de su natal Brasil, decidió firmar contrato con el Heracles Almelo.

### Heracles Almelo
Debutó oficialmente el 27 de agosto de 2006 en un partido contra el Feyenoord, el cual acabó empatado sin goles. Everton marcó sus primeros dos goles el 16 de septiembre de 2006 en la victoria del Heracles 3-0 contra el FC Utrecht. Con el gol que anotó el 14 de marzo de 2010 en el empate 1 a 1 contra el Feyenoord, se convirtió en el máximo goleador del Heracles en la Eredivisie.

## Clubes
| Club                                      | País           | Año         |
| ----------------------------------------- | -------------- | ----------- |
| Barueri                                   | Brasil         | 2004 - 2006 |
| Heracles Almelo                           | Países Bajos   | 2006 - 2013 |
| Al-Nassr Football Club                    | Arabia Saudita | 2013-2014   |
| Shanghai Shenxin Football Club            | China          | 2014-2015   |
| Rio Claro Futebol Clube                   | Brasil         | 2016        |
| Guarani Futebol Clube                     | Brasil         | 2016        |
| Esporte Clube Taubaté                     | Brasil         | 2017        |
| Ituano Futebol Clube                      | Brasil         | 2017        |
| Red Bull Bragantino                       | Brasil         | 2017        |
| Esporte Clube XV de Novembro (Piracicaba) | Brasil         | 2018        |
| Clube Desportivo Cinfães                  | Portugal       | 2018 - 2019 |
| USC Paredes                               | Portugal       | 2019 - 2020 |
| Futebol Clube Pedras Rubras               | Portugal       | 2020 - 2021 |
| SC Paivense                               | Portugal       | 2021 - 2022 |
| ADC Lobão                                 | Portugal       | 2022 - 2023 |
| A.D. Ovarense                             | Portugal       | 2023 - 2024 |
| Futebol Clube Pedras Rubras               | Portugal       | 2024 - 2025 |